# Larisa Neiland
Larisa Savchenko-Neiland (Lviv, Unió Soviètica, 21 de juliol de 1966) és una extennista professional i entrenadora que va representar la Unió Soviètica i Letònia, especialista en les modalitats de dobles.
En el seu palmarès destaquen sis títols de Grand Slam, dos en dobles femenins i quatre en dobles mixts. Individualment va guanyar dos títols en el circuit WTA i un total de 63 en dobles femenins que li van permetre arribar al tretzè lloc del rànquing individual i també encapçalar el rànquing de dobles femenins durant quatre setmanes. Va formar part dels equips soviètic i letó de la Fed Cup en diverses ocasions.
Després de la seva retirada va esdevenir entrenadora de tennis, per exemple de Daria Snigur des de 2017.

## Torneigs de Grand Slam

### Dobles femenins: 12 (2−10)
| Resultat   | Núm. | Any  | Torneig           | Parella          | Oponents                       | Marcador         |
| ---------- | ---- | ---- | ----------------- | ---------------- | ------------------------------ | ---------------- |
| Finalista  | 1.   | 1988 | Wimbledon         | Nataixa Zvéreva  | Steffi Graf Gabriela Sabatini  | 3−6, 6−1, 10−12  |
| Guanyadora | 1.   | 1989 | Roland Garros     | Nataixa Zvéreva  | Steffi Graf Gabriela Sabatini  | 6−4, 6−4         |
| Finalista  | 2.   | 1989 | Wimbledon (2)     | Nataixa Zvéreva  | Jana Novotná Helena Suková     | 1−6, 2−6         |
| Finalista  | 3.   | 1990 | Roland Garros     | Nataixa Zvéreva  | Jana Novotná Helena Suková     | 4−6, 5−7         |
| Finalista  | 4.   | 1991 | Roland Garros (2) | Nataixa Zvéreva  | Gigi Fernández Jana Novotná    | 4−6, 0−6         |
| Guanyadora | 2.   | 1991 | Wimbledon         | Nataixa Zvéreva  | Gigi Fernández Jana Novotná    | 6−4, 3−6, 6−4    |
| Finalista  | 5.   | 1991 | US Open           | Jana Novotná     | Pam Shriver Nataixa Zvéreva    | 4−6, 6−4, 6−7(5) |
| Finalista  | 6.   | 1992 | Wimbledon (3)     | Jana Novotná     | Gigi Fernández Nataixa Zvéreva | 4−6, 1−6         |
| Finalista  | 7.   | 1992 | US Open (2)       | Jana Novotná     | Gigi Fernández Nataixa Zvéreva | 6−7(4), 1−6      |
| Finalista  | 8.   | 1993 | Roland Garros (3) | Jana Novotná     | Gigi Fernández Nataixa Zvéreva | 3−6, 5−7         |
| Finalista  | 9.   | 1993 | Wimbledon (4)     | Jana Novotná     | Gigi Fernández Nataixa Zvéreva | 4−6, 7−6(7), 4−6 |
| Finalista  | 10.  | 1996 | Wimbledon (5)     | Meredith McGrath | Martina Hingis Helena Suková   | 7−5, 5−7, 1−6    |

### Dobles mixts: 9 (4−5)
| Resultat   | Núm. | Any  | Torneig              | Parella               | Oponents                        | Marcador         |
| ---------- | ---- | ---- | -------------------- | --------------------- | ------------------------------- | ---------------- |
| Guanyadora | 1.   | 1992 | Wimbledon            | Cyril Suk             | Miriam Oremans Jacco Eltingh    | 7–6(2), 6–2      |
| Guanyadora | 2.   | 1994 | Open d'Austràlia     | Andrei Olhovskiy      | Helena Suková Todd Woodbridge   | 7–5, 6–7(0), 6–2 |
| Finalista  | 1.   | 1994 | Roland Garros        | Andrei Olhovskiy      | Kristie Boogert Menno Oosting   | 5–7, 6–3, 5–7    |
| Guanyadora | 3.   | 1995 | Roland Garros        | Mark Woodforde        | Jill Hetherington J-L. de Jager | 7–6(8), 7–6(4)   |
| Guanyadora | 4.   | 1996 | Open d'Austràlia (2) | Mark Woodforde        | Nicole Arendt Luke Jensen       | 4–6, 7–5, 6–0    |
| Finalista  | 2.   | 1996 | Wimbledon            | Mark Woodforde        | Helena Suková Cyril Suk         | 6–1, 3–6, 2–6    |
| Finalista  | 3.   | 1997 | Open d'Austràlia     | John-Laffnie de Jager | Manon Bollegraf Rick Leach      | 3–6, 7–6(5), 5–7 |
| Finalista  | 4.   | 1997 | Wimbledon (2)        | Andrei Olhovskiy      | Helena Suková Cyril Suk         | 6–4, 3–6, 4–6    |
| Finalista  | 5.   | 1999 | Roland Garros (2)    | Rick Leach            | Katarina Srebotnik Piet Norval  | 3–6, 6–3, 3–6    |

## Palmarès

### Individual: 9 (2−7)
| Llegenda                     |
| ---------------------------- |
| Grand Slam (0−0)             |
| WTA Tour Championships (0−0) |
| Tier I (0−1)                 |
| Tier II (0−0)                |
| Tier III (1−4)               |
| Tier IV (0−0)                |
| Tier V (1−0)                 |
| Virginia Slims (0−2)         |

| Títols per superfície |
| --------------------- |
| Dura (1−1)            |
| Gespa (0−1)           |
| Terra batuda (0−0)    |
| Moqueta (1−5)         |

| Resultat   | Núm. | Data                   | Torneig                         | Superfície  | Oponent             | Marcador       |
| ---------- | ---- | ---------------------- | ------------------------------- | ----------- | ------------------- | -------------- |
| Finalista  | 1.   | 8 de febrer de 1987    | Wichita, Estats Units           | Moqueta (i) | Barbara Potter      | 6−7(6), 6−7(5) |
| Finalista  | 2.   | 14 de juny de 1987     | Birmingham, Regne Unit          | Gespa       | Pam Shriver         | 6−4, 2−6, 2−6  |
| Finalista  | 3.   | 21 de febrer de 1988   | Oakland, Estats Units           | Moqueta (i) | Martina Navrátilová | 1−6, 2−6       |
| Finalista  | 4.   | 20 de febrer de 1989   | Oakland (2)                     | Moqueta (i) | Zina Garrison       | 1−6, 1−6       |
| Finalista  | 5.   | 6 de novembre de 1989  | Chicago, Estats Units           | Moqueta (i) | Zina Garrison       | 6−3, 2−6, 6−4  |
| Guanyadora | 1.   | 29 de setembre de 1991 | Sant Petersburg, Unió Soviètica | Moqueta (i) | Barbara Rittner     | 3−6, 6−3, 6−4  |
| Finalista  | 6.   | 7 de febrer de 1993    | Yokohama, Japó                  | Moqueta (i) | Martina Navrátilová | 2−6, 2−6       |
| Guanyadora | 2.   | 30 d'agost de 1993     | Schenectady, Estats Units       | Dura        | Natalia Medvedeva   | 6−3, 7−5       |
| Finalista  | 7.   | 29 d'agost de 1994     | Schenectady                     | Dura        | Judith Wiesner      | 5−7, 6−3, 4−6  |

### Dobles femenins: 123 (65−58)
| Llegenda                     |
| ---------------------------- |
| Grand Slam (1−3)             |
| WTA Tour Championships (1−3) |
| Tier I (2−1)                 |
| Tier II (4−2)                |
| Tier III (1−3)               |
| Tier IV (2−1)                |
| Tier V (4−1)                 |
| Virginia Slims (7−4)         |

| Títols per superfície |
| --------------------- |
| Dura (7−6)            |
| Gespa (5−2)           |
| Terra batuda (5−4)    |
| Moqueta (5−6)         |

| Resultat   | Núm. | Data                   | Torneig                                               | Superfície   | Parella              | Oponents                           | Marcador         |
| ---------- | ---- | ---------------------- | ----------------------------------------------------- | ------------ | -------------------- | ---------------------------------- | ---------------- |
| Finalista  | 1.   | 27 de gener de 1985    | Key Biscayne, Estats Units                            | Dura         | Svetlana Parkhomenko | Kathy Jordan Elizabeth Smylie      | 4−6, 6−7         |
| Guanyadora | 1.   | 1 d'abril de 1985      | Seabrook Island, Estats Units                         | Terra batuda | Svetlana Parkhomenko | Elise Burgin Lori McNeil           | 6−1, 6−3         |
| Finalista  | 2.   | 8 d'abril de 1985      | Hilton Head, Estats Units                             | Terra batuda | Svetlana Parkhomenko | Rosalyn Fairbank Pam Shriver       | 4−6, 1−6         |
| Guanyadora | 2.   | 15 de setembre de 1985 | Salt Lake City, Estats Units                          | Dura         | Svetlana Parkhomenko | Beverly Mould Rosalyn Fairbank     | 7−5, 6−2         |
| Finalista  | 3.   | 22 de setmbre de 1986  | Tulsa, Estats Units                                   | Dura         | Svetlana Parkhomenko | Camille Benjamin D. Van Rensburg   | 6−7, 5−7         |
| Finalista  | 4.   | 29 de setmbre de 1986  | Nova Orleans, Estats Units                            | Dura         | Svetlana Parkhomenko | Candy Reynolds Anne Smith          | 3−6, 6−3, 3−6    |
| Guanyadora | 3.   | 3 de novembre de 1986  | Little Rock, Estats Units                             | Moqueta (i)  | Svetlana Parkhomenko | Iva Budařová Beth Herr             | 6−2, 1−6, 6−1    |
| Guanyadora | 4.   | 8 de febrer de 1987    | Wichita, Estats Units                                 | Moqueta (i)  | Svetlana Parkhomenko | Barbara Potter Wendy White         | 6−2, 6−4         |
| Guanyadora | 5.   | 15 de febrer de 1987   | Oklahoma City, Estats Units                           | Dura         | Svetlana Parkhomenko | Lori McNeil Kim Sands              | 6−4, 6−4         |
| Guanyadora | 6.   | 22 de febrer de 1987   | Boca Raton, Estats Units                              | Dura         | Svetlana Parkhomenko | Chris Evert Pam Shriver            | 6−0, 3−6, 6−2    |
| Guanyadora | 7.   | 20 de juny de 1987     | Eastbourne, Regne Unit                                | Gespa        | Svetlana Parkhomenko | Rosalyn Fairbank Elizabeth Smylie  | 7−6(5), 4−6, 7−5 |
| Guanyadora | 8.   | 12 de juny de 1988     | Birmingham, Regne Unit                                | Gespa        | Nataixa Zvéreva      | Leila Meskhi Svetlana Parkhomenko  | 6−4, 6−1         |
| Finalista  | 5.   | 4 de juliol de 1988    | Wimbledon, Regne Unit                                 | Gespa        | Nataixa Zvéreva      | Steffi Graf Gabriela Sabatini      | 3−6, 6−1, 10−12  |
| Guanyadora | 9.   | 30 d'octubre de 1988   | Indianapolis, Estats Units                            | Dura (i)     | Nataixa Zvéreva      | Katrina Adams Zina Garrison        | 6−2, 6−1         |
| Finalista  | 6.   | 13 de novembre de 1988 | Chicago, Estats Units                                 | Moqueta (i)  | Nataixa Zvéreva      | Lori McNeil Betsy Nagelsen         | 4−6, 6−3, 4−6    |
| Finalista  | 7.   | 20 de novembre de 1988 | Virginia Slims Championships, Nova York, Estats Units | Moqueta (i)  | Nataixa Zvéreva      | Martina Navrátilová Pam Shriver    | 3−6, 4−6         |
| Finalista  | 8.   | 19 de febrer de 1989   | Washington DC, Estats Units                           | Moqueta (i)  | Nataixa Zvéreva      | Betsy Nagelsen Pam Shriver         | 2−6, 3−6         |
| Finalista  | 9.   | 26 de febrer de 1989   | Stanford, Estats Units                                | Moqueta (i)  | Nataixa Zvéreva      | Patty Fendick Jill Hetherington    | 5−7, 6−3, 2−6    |
| Guanyadora | 10.  | 16 d'abril de 1989     | Amelia Island, Estats Units                           | Terra batuda | Nataixa Zvéreva      | Martina Navrátilová Pam Shriver    | 7−6(4), 2−6, 6−1 |
| Finalista  | 10.  | 28 de maig de 1989     | Ginebra, Suïssa                                       | Terra batuda | Nataixa Zvéreva      | Katrina Adams Lori McNeil          | 6−2, 3−6, 4−6    |
| Guanyadora | 11.  | 11 de juny de 1989     | Roland Garros, França                                 | Terra batuda | Nataixa Zvéreva      | Steffi Graf Gabriela Sabatini      | 6−4, 6−4         |
| Guanyadora | 12.  | 18 de juny de 1989     | Birmingham (2)                                        | Gespa        | Nataixa Zvéreva      | Meredith McGrath Pam Shriver       | 7−5, 5−7, 6−0    |
| Finalista  | 11.  | 9 de juliol de 1989    | Wimbledon (2)                                         | Gespa        | Nataixa Zvéreva      | Jana Novotná Helena Suková         | 1−6, 2−6         |
| Finalista  | 12.  | 27 d'agost de 1989     | Toronto, Canadà                                       | Dura         | Martina Navrátilová  | Gigi Fernández Robin White         | 1−6, 5−7         |
| Guanyadora | 13.  | 15 d'octubre de 1989   | Moscou, URSS                                          | Moqueta (i)  | Nataixa Zvéreva      | Nathalie Herreman Catherine Suire  | 6−3, 6−4         |
| Finalista  | 13.  | 5 de novembre de 1989  | Indianapolis                                          | Dura         | Claudia Porwik       | Katrina Adams Lori McNeil          | 4−6, 4−6         |
| Guanyadora | 14.  | 12 de novembre de 1989 | Chicago                                               | Moqueta (i)  | Nataixa Zvéreva      | Jana Novotná Helena Suková         | 6−3, 2−6, 6−3    |
| Finalista  | 14.  | 19 de novembre de 1989 | Virginia Slims Championships (2)                      | Moqueta (i)  | Nataixa Zvéreva      | Martina Navrátilová Pam Shriver    | 3−6, 2−6         |
| Finalista  | 15.  | 14 de gener de 1990    | Sydney, Austràlia                                     | Dura         | Nataixa Zvéreva      | Jana Novotná Helena Suková         | 3−6, 5−7         |
| Finalista  | 16.  | 6 de maig de 1990      | Hamburg, Alemanya Occidental                          | Terra batuda | Helena Suková        | Gigi Fernández Martina Navrátilová | 2−6, 3−6         |
| Finalista  | 17.  | 10 de juny de 1990     | Roland Garros                                         | Terra batuda | Nataixa Zvéreva      | Jana Novotná Helena Suková         | 4−6, 5−7         |
| Guanyadora | 15.  | 17 de juny de 1990     | Birmingham (3)                                        | Gespa        | Nataixa Zvéreva      | Lise Gregory Gretchen Magers       | 3−6, 6−3, 6−3    |
| Guanyadora | 16.  | 24 de juny de 1990     | Eastbourne (2)                                        | Gespa        | Nataixa Zvéreva      | Patty Fendick Zina Garrison        | 6−4, 6−3         |
| Guanyadora | 17.  | 16 de novembre de 1990 | WTA Doubles Championships                             | Moqueta (i)  | Nataixa Zvéreva      | Manon Bollegraf Meredith McGrath   | 6−4, 6−1         |
| Guanyadora | 18.  | 4 de novembre de 1990  | Nashville, Estats Units                               | Dura (i)     | Kathy Jordan         | Brenda Schultz Caroline Vis        | 6−1, 6−2         |
| Guanyadora | 19.  | 3 de febrer de 1991    | Auckland, Nova Zelanda                                | Dura         | Patty Fendick        | Jo-Anne Faull Julie Richardson     | 6−3, 6−3         |
| Guanyadora | 20.  | 10 de març de 1991     | Boca Raton (2)                                        | Dura         | Nataixa Zvéreva      | Meredith McGrath Anne Smith        | 6−4, 7−6(3)      |
| Finalista  | 18.  | 31 de març de 1991     | WTA Doubles Championships (3)                         | Moqueta (i)  | Nataixa Zvéreva      | Gigi Fernández Helena Suková       | 6−4, 4−6, 6−7(3) |
| Guanyadora | 21.  | 5 de maig de 1991      | Hamburg                                               | Terra batuda | Jana Novotná         | A. Sánchez Vicario Helena Suková   | 7−5, 6−1         |
| Guanyadora | 22.  | 20 de maig de 1991     | Berlín, Alemanya Occidental                           | Terra batuda | Nataixa Zvéreva      | Nicole Provis Elna Reinach         | 6−3, 6−3         |